# Itaú Unibanco
Itaú Unibanco — бразильская банковская компания, основанная 4 ноября 2008 года в результате слияния двух крупнейших финансовых институтов в стране, Holding Itaú Bancos и Unibanco.

## История

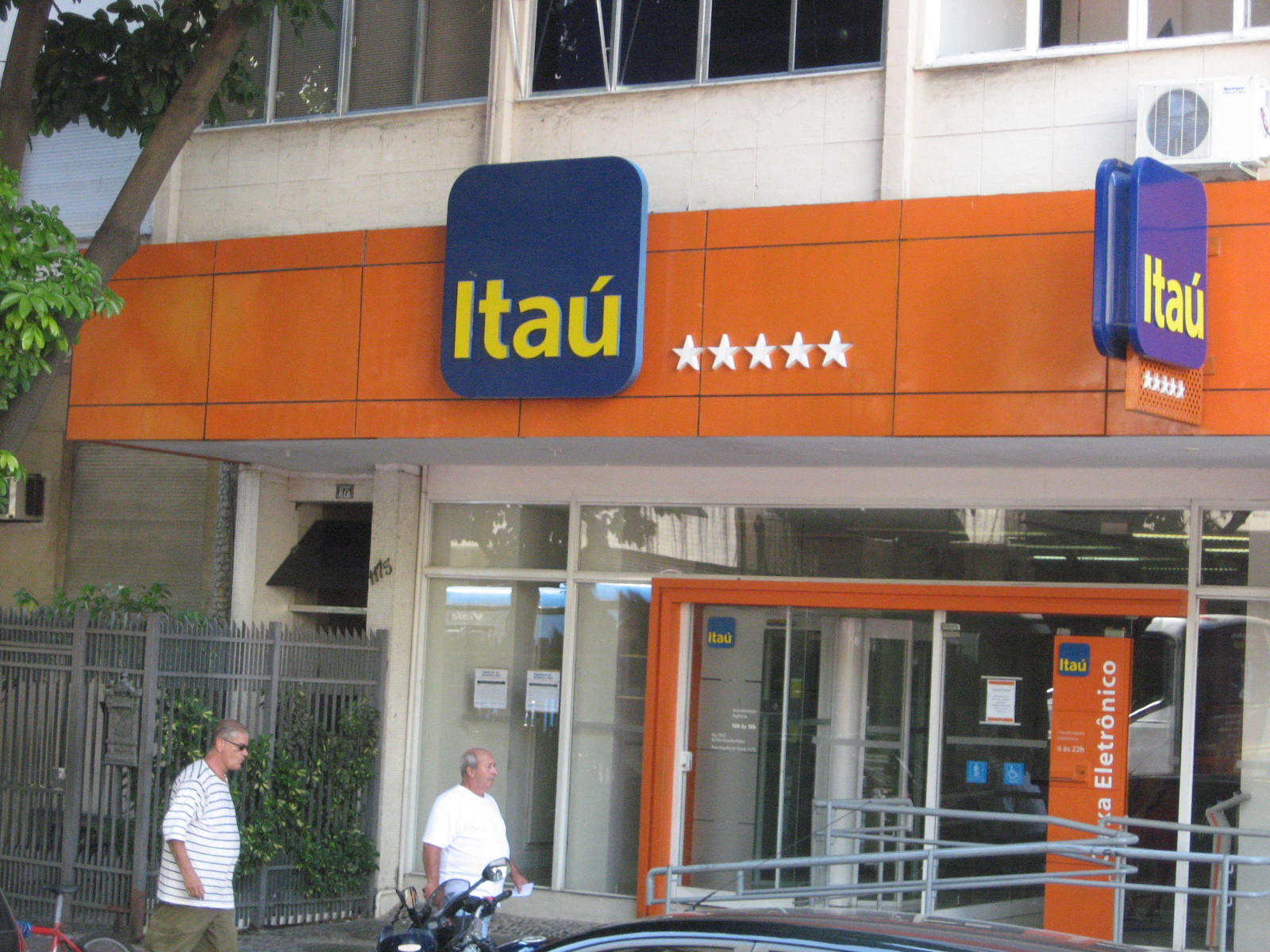
Филиал Itaú в районе Леблон, Рио-де-Жанейро

История группы началась в 1924 году, когда Жоао Морейра Саллес основал Casa Moreira Salles в штате Минас-Жерайс. После поглощения ряда других финансовых институтов этот банк сформировал группу Unibanco. Вторая составляющая, Itaú, была основана в 1945 году в Сан-Паулу Альфреду Эгидиу де Соуса Аранья и Алоизиу Ромальё Фос под названием Banco Central de Crédito S.A.
В 2008 году началось слияние этих двух банковских групп. Вместе Holding Itaú Bancos и Unibanco на сентябрь 2008 года имели 575,1 млрд реалов в активах, по сравнению с ними Banco do Brasil имел R$ 403,5 млрд, а Bradesco R$ 348,4 млрд, рыночная капитализация обеих компаний составляла около 51,7 млрд реалов, комбинированный кредитный портфель равнялся 225,3 млрд реалов. Чистая прибыль двух банков с января по сентябрь 2008 года составила 8,1 млрд реалов.

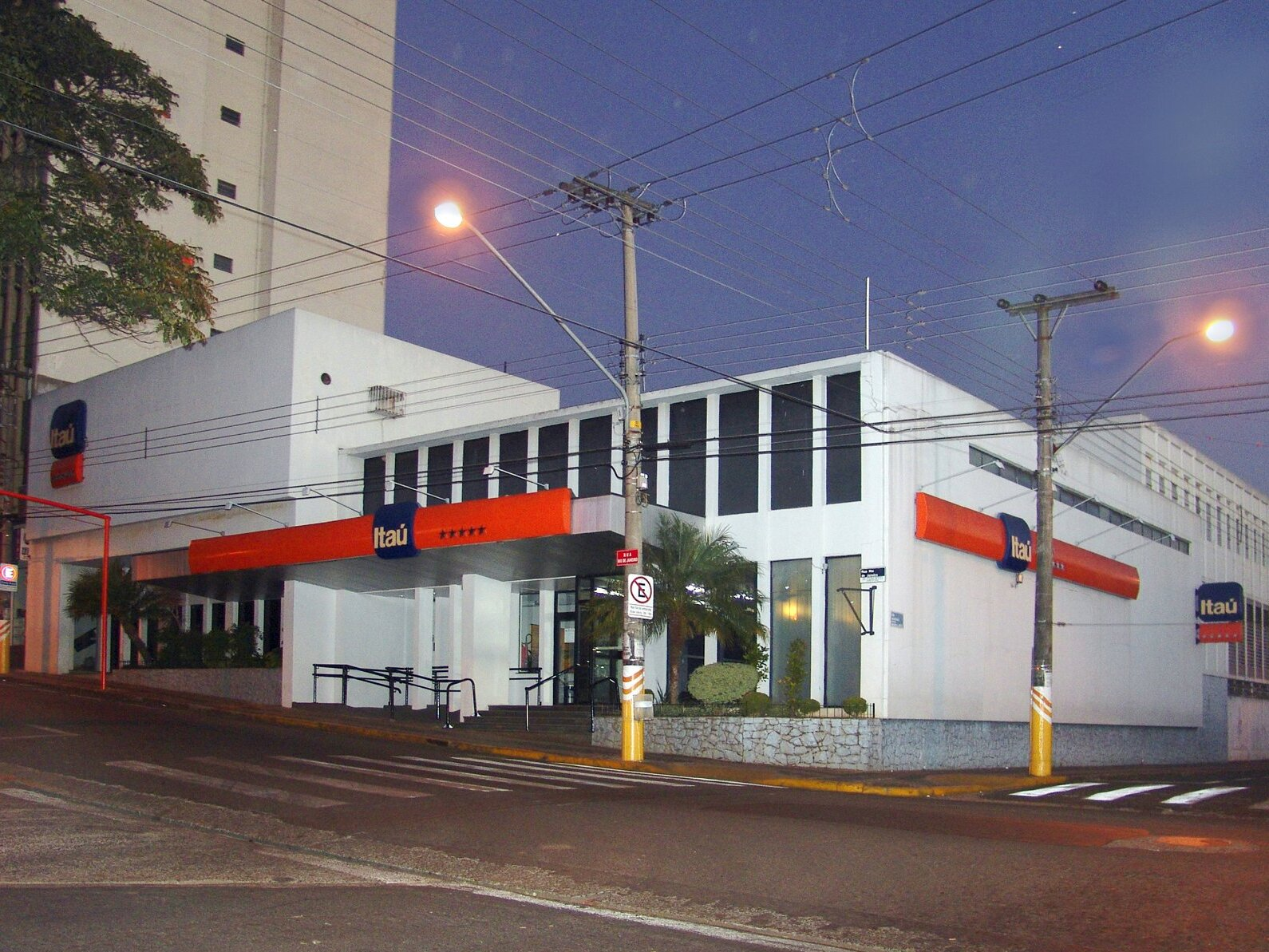
Филиал Itaú в городе Аваре, штат Сан-Паулу

Союз между двумя банками был утверждён Административным советом по экономической защите
 Бразилии 18 августа 2010 года. Создание союза было ускорено из-за финансового кризиса. Энрике Мэирелис, президент Центрального банка Бразилии, заявил, что это слияние — инициатива, которая способствует укреплению национальной финансовой системы в нынешнем международном финансовом рынке. Банки договорились о назначении встречи на конец ноября — начало декабря для одобрения слияния.
После слияния бренд Unibanco и заменен на Itaú. Интеграция была завершена в октябре 2010 года.
В октябре 2008 года был подписан многомиллионный контракт с Бразильской конфедерацией футбола на спонсирование Бразильской национальной сборной по футболу до 2014 года, года, в котором Бразилия принимала Чемпионат мира по футболу. Banco Itaú был спонсором чемпионата мира по футболу 2014 года.
24 августа 2009 года было заключено соглашение об ассоциации со страховой компанией Porto Seguros; было создано совместное предприятие Port Itaú Unibanco Participacoes SA Insurance (PSIUPAR), занимающееся страхованием недвижимости и транспорта.
В апреле 2012 года Itaú Unibanco занял 30-е место в списке Forbes Global 2000.
В мае 2013 года была приобретена Credicard за 3 млрд реалов.
В сентябре 2013 года активы Itaú Unibanco составили R$ 1,011 трлн, и Itaú Unibanco стал вторым по величине финансовым учреждением в Бразилии по размеру активов, уступая только Banco do Brasil.
В январе 2014 года был куплен чилийский банк CorpBanca за US$ 3,7 млрд, с приобретением Itaú поднялась с седьмого на четвёртое место в Чили.
В августе 2014 года Itaú Unibanco приобрела 100 % чилийской компании Munita Cruzat & Claro, с покупкой банк расширил свои операции в Чили в частном банковском секторе, стоимость сделки не разглашалась.
21 октября 2015 Odebrecht TransPort, дочерняя компания группы Odebrecht, занятая в области транспорта и логистики, продала пакет акций ConectCar в Itaú Unibanco за R$ 170 млн.
31 декабря 2015 BTG Pactual продала долю 81,94 % в компании Recovery do Brasil Consultoria в Itaú Unibanco за R$ 640 млн.
8 октября 2016 года Itaú Unibanco оформили покупку розничных операций Citibank no Brasil за R$ 710 млн.

## Собственники и руководство
Основным акционером Itaú Unibanco является холдинг Itaú Unibanco Participações S.A. (IUPAR), которому принадлежит 51,71 % обычных акций; он, в свою очередь, контролируется холдинговой компанией Itaúsa S.A., принадлежащей семье Эгидио де Соуса Аранья (Egydio de Souza Aranha), и компанией Companhia E. Johnston de Participações, принадлежащей семье Морейра Саллес (Moreira Salles). Ещё 39,21 % обычных акций принадлежит Itaúsa напрямую. Остальные обычные акции и все привилегированные акции котируются на Бразильской фондовой бирже, американские депозитарные расписки котируются на Нью-Йоркской фондовой бирже.

## Деятельность
Представлена в 18 странах, обслуживает 56 млн розничных клиентов и 21 тысячу корпоративных; сеть банка насчитывает 4337 отделений и 45 600 банкоматов. Из 2 трлн реалов активов на конец 2020 года 714 млрд составили выданные кредиты; принятые депозиты составили 809 млрд реалов.
Основные подразделения:
- розничный банкинг — банковские услуги частным клиентам и малому бизнесу; выручка 73 млрд реалов;
- оптовый банкинг — банковские услуги компаниям, корпорациям, финансовым институтам и крупным частным клиентам; выручка 32 млрд реалов;
- Activities with the Market + Corporation — особые услуги компаниям по контролю финансовых потоков; выручка 9,9 млрд реалов[1].

Itaú Unibanco Holding SA через свои компании работает в Бразилии, а также в 17 других странах Америки и Европы.
В Америке это: Бразилия, Аргентина, Чили, Уругвай, Парагвай, Колумбия, Панама, Перу, США, Мексика, Каймановы Острова и Багамские Острова;
В Европе: Португалия, Испания, Франция, Великобритания, Германия и Швейцария.

## Сегменты и услуги

### Itaú Unibanco
Это розничный сегмент банка, предлагает сберегательные счета, овердрафты, персональные кредиты, потребительские кредитные карты, страхование жилья, жизни и страхование от несчастных случаев, автокредитование,
 частные пенсионные планы, планы по управлению активами и капитализации для физических лиц.

### Itaú Personnalité
Itaú Personnalité — это подразделение, которое предлагает специализированные услуги для клиентов с высоким уровнем дохода. Стратегия Personnalité состоит в размещении средств, консалтинге для менеджеров, большом портфеле эксклюзивных продуктов и услуг, доступных в выделенной сети. 
Открытие торгово-сегрегированных счетов стало возможно. Это позволяет производить торговлю на бирже и вывода финансов на счет банка без лишней бюрократии. При этом условия контроля инвестором своих финансов обязательны. Торговый счет открывается на соучредителя финансовой организации- юридическое лицо и совладельца- инвестора по счету.

### Itaú Uniclass
Сегмент унаследован от Unibanco, стратегия аналогична Personalité.

### Poder público
Структура работает с федеральными, государственными и местными органами власти. Действует, в основном, в штатах Рио-де-Жанейро, Парана, Гояс и Минас-Жерайс, где были приобретены государственные банки в процессе приватизации.

### Itau Negócios
Специальная услуга для небольших (годовой доход между R$ 500 000 и R$ 10 млн) и микро (до R$ 500 000) организаций. Пользуются около 115000 из 637000 малых и микро-клиентов банка (остальные используют стандартные услуги).

### Microempresas
В конце 2005 года были установлены платформы в Сан-Паулу, чтобы предоставлять специализированные услуги для компаний с годовым доходом
 меньше чем R$ 500 тыс. В 2006 году служба имела более 80 мест по всему штату Сан-Паулу, а после были установлены другие 94 платформы в штате
 Рио-де-Жанейро. В 2007 году эти услуги были распространены на штатах Минас-Жерайс и Парана. В 2008 и 2009 годах, это расширение продолжалось с установкой других платформ для микро-предприятий.
Руководители этих платформ предоставляют индивидуальные решения и подробные консультации по всем продуктам и услугам для микропредприятий. Стратегия заключается в том, чтобы захватить значительный потенциал клиента, обеспечивая потребности его компании, особенно в отношении управления наличными и линиями кредитных потоков. Сумма, доступная в кредитных линиях микропредприятий увеличилась примерно на 92,9 % в 2009 году.
После объявления Ассоциации в 2009 году усилия направлены на консолидацию платформ и обслуживания клиентов. По состоянию на 31 декабря 2009 года было более 430 платформ для микро-предприятий по всей Бразилии и около 1700 менеджеров, работающих над более чем 537000 микро и малого бизнесах.

### Médias empresas
По состоянию на 31 декабря 2009 года Itaú поддерживали отношения с приблизительно со 104000 средних предприятий, представляющих широкий спектр бразильских компаний, расположенных в более чем 75 городах. Такие клиенты, как правило, компании с годовым доходом с R$ 6 млн до R$ 150 млн.
Предлагается полный спектр финансовых продуктов и услуг для среднего бизнеса, включая текущие счета, инвестиционные варианты, страхование, частные пенсионные планы и кредитные продукты. Кредитные продукты включают в себя инвестиционные кредиты, капитальные работы кредитов капитала, финансирование инвентаризации, торговое финансирование, валютные услуги, лизинг оборудования, аккредитивы и гарантии.
Itaú также осуществляет финансовые операции от имени этих компаний: межбанковские операции, операции на открытом рынке, фьючерсы, свопы, хеджирование и арбитраж.
Также предлагается клиентам биллинг и электронные платёжные услуги.
По состоянию на 31 декабря 2009 года было более 1300 менеджеров, специализирующихся в сегменте среднего рынка. Эти менеджеры работают в 213 специализированных платформах, расположенных в крупных агентствах.

### Itaú Abreconta
В 2016 году Itaú запустила приложение Itaú Abreconta. Стремясь ускорить открытие текущих счетов для своих клиентов, приложение позволяет использовать смартфон.

## Институциональные сектора

### Itaú Private Bank
Специализируется на финансовых консультациях для юридических лиц с высокой чистой стоимостью.
Сегодня Itaú Private Bank является крупнейшим в своем сегменте в Бразилии и Латинской Америке.

### Itaú BBA
Itaú BBA отвечает за осуществление банковской деятельности для крупных компаний и инвестиционных банков. Itaú BBA предлагает полный спектр продуктов и услуг через штат специалистов. В настоящее время Itaú BBA обслуживает около 2400 компаний и конгломератов. Деятельность Itaú BBA связана с операциями на рынках капитала и консультационных услуг в сфере слияний и поглощений.

### Intrag DTVM
Intrag DTVM является дочерней компанией группы Itaú Unibanco SA с акцентом на предоставление услуг доверительного управления инвестиционных фондов для независимых менеджеров, частных банков, семейных офисов, институциональных клиентов и крупных инвесторов.

## Галерея

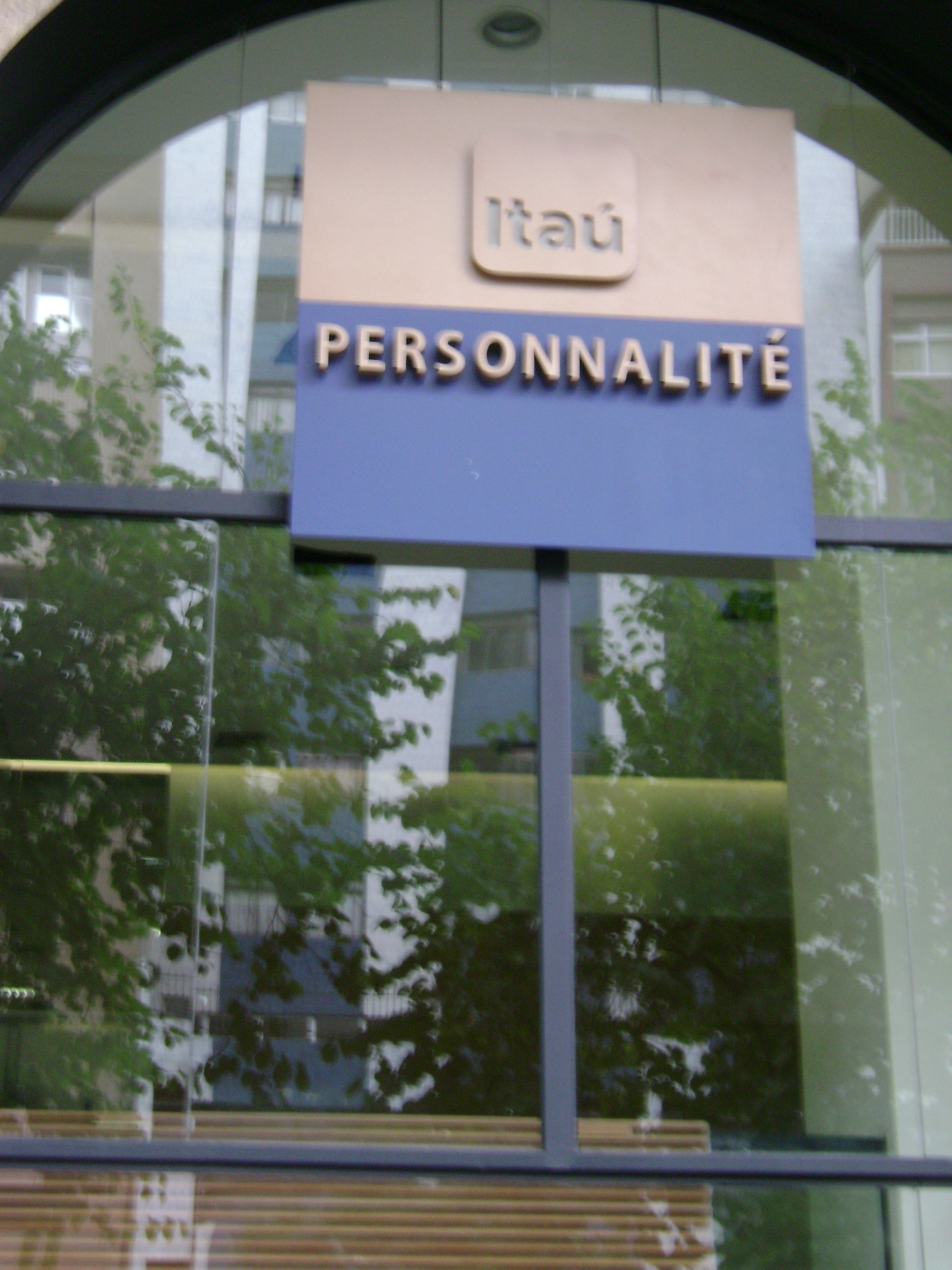
Фасад "Itaú Personnalité" в Белу-Оризонти
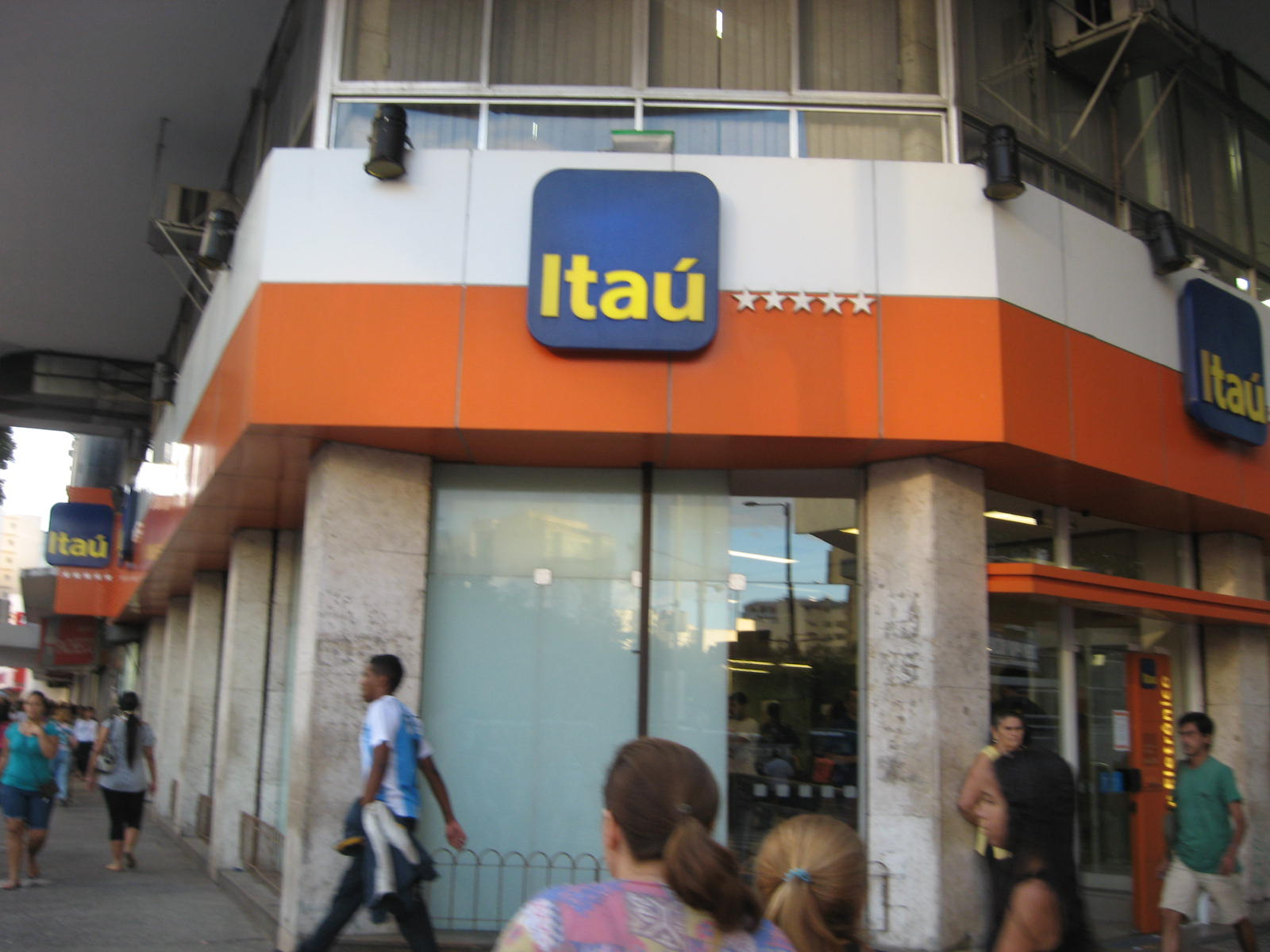
Отделение Itaú, расположенное в районе Тижука, в городе Рио-де-Жанейро
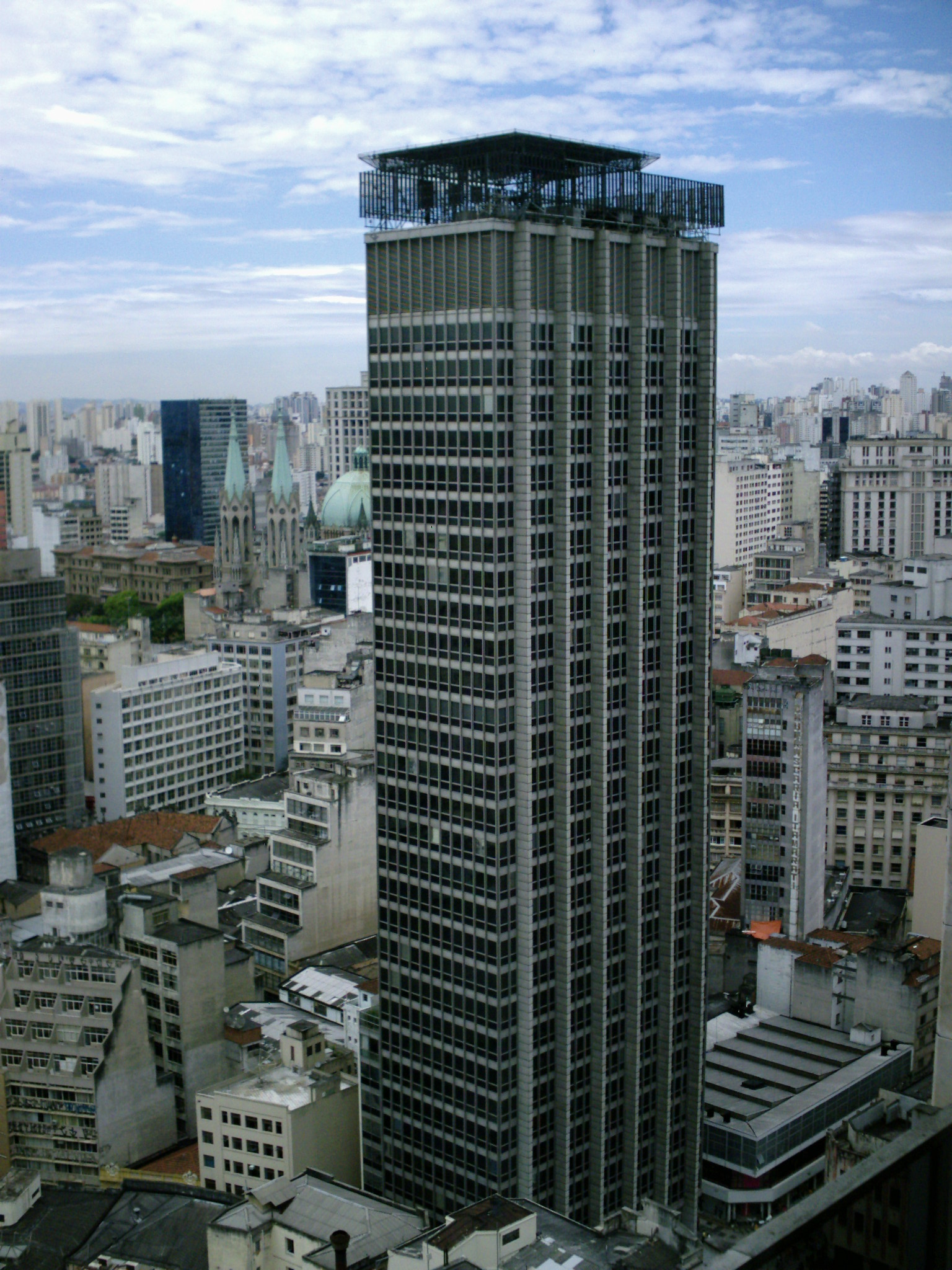
Здание Itaú Unibanco в центре Сан-Паулу